# Domaine de Goi
Pour les articles homonymes, voir Goi.
Le domaine de Goi (五井藩, Goi-han) était un han japonais de l'époque d'Edo situé dans la province de Kazusa (maintenant préfecture de Chiba) au Japon. Son centre en était l'actuelle ville d'Ichihara. Il fut dirigé pendant toute son histoire par une branche du clan Arima.
Le domaine fut créé le 28 novembre 1781 quand Ujiyoshi Arima, le daimyō du domaine de Nishijo dans la province d'Ise déplaça son jin'ya de Ise à Kazusa. Il mourut deux ans plus tard à l'âge de 23 ans et ses successeurs ne vécurent pas très longtemps non plus. Son fils Ujiyasu mourut à l'âge de 29 ans, son successeur Hiroyasu à l'âge de 35 ans et son fils Ujisada à l'âge de 24 ans. Ujishige Arima, le 5e daimyō du domaine de Goi, décida d'installer sa résidence dans le domaine de Fukiage, province de Kōzuke, le 17 avril 1842, ce qui mit un terme à l'existence du domaine de Goi.

## Liste des daimyōs
- Clan Arima (fudai) 1781-1842

| # | Nom                       | Dates     | Titre         | Rang                    | Revenus     |
| - | ------------------------- | --------- | ------------- | ----------------------- | ----------- |
| 1 | Arima Ujiyoshi (有馬氏恕) | 1781-1783 | Hyogo-no-kami | 5e inférieur (従五位下) | 10 000 koku |
| 2 | Arima Ujiyasu (有馬氏保)  | 1783-1790 | Bingo-no-kami | 5e inférieur (従五位下) | 10 000 koku |
| 3 | Arima Hisayasu (有馬久保) | 1790-1814 | Bingo-no-kami | 5e inférieur (従五位下) | 10 000 koku |
| 4 | Arima Ujisada (有馬氏貞)  | 1814-1833 | Hyogo-no-kami | 5e inférieur (従五位下) | 10 000 koku |
| 5 | Arima Ujishige (有馬氏郁) | 1833-1842 | Bingo-no-kami | 5e inférieur (従五位下) | 10 000 koku |